# Jesús Dueñas
Jesús Alberto Dueñas Manzo (Zamora, Michoacán, Colonia El Valle, 16 de marzo de 1984) es un futbolista mexicano que jugaba como centrocampista o lateral derecho. 
Surgido de las divisiones inferiores de los Tigres, Dueñas es un volante mixto de perfil derecho, con visión y buen disparo de media distancia. Puede participar en el medio campo, ya sea deteniendo los avances rivales así como creando oportunidades para gol. Tanto en Tigres como en la selección nacional ha sido habilitado como defensa lateral y volante por la banda.

## Trayectoria

### Tigres UANL
Se integró a las fuerzas básicas del Club Deportivo Guadalajara en el año 2002 a los 13 años de edad, donde demostró buenos inicios, también jugó en divisiones menores de Pachuca en 5.ª división y en Jaguares de 2.ª, poco después llegó a la filial Salamanca, donde tuvo su debut en Primera A el 4 de agosto de 2007 ante el Mérida.
Ya después es fichado por Tigres, pero paso primero a jugar en el equipo B, Sin embargo, fue llevado a la banca varias veces sin tener minutos de juego. Tras la llegada de Ricardo Ferretti en el Apertura 2011, comenzó a tener minutos de juego, y tras casi 4 años de buenas actuaciones entre el 2011 y el 2015, finalmente se convirtió en titular indiscutible.
En la final del Apertura 2016 contra el Club América, Dueñas convirtió un gol histórico para los Tigres al rematar de cabeza al minuto 119 para empatar el partido 2-2 en el global y mandar todo a la tanda de penales, en donde los felinos lograron su quinto campeonato.

### Cruz Azul
En junio de 2023, fue anunciado como nuevo jugador de Cruz Azul.

## Selección nacional
| Club               | País   | PJ | Goles | Periodo         |
| ------------------ | ------ | -- | ----- | --------------- |
| Selección Mexicana | México | 25 | 1     | 2015 - Presente |

### Selección mayor
Tras sus grandes actuaciones en Tigres, fue llamado por el técnico Miguel Herrera para ser incluido en la lista preliminar de 35 jugadores. Al final quedó en la lista definitiva de 23 jugadores.
Debuta con la Selección el 26 de julio de 2015 ante la selección de Jamaica en un partido de la Copa Oro 2015.
En la Copa Oro de la Concacaf 2017, al terminar el partido contra la selección de Jamaica correspondiente al grupo C, el mediocampista declaró: 

"La gente siempre es así, si pierdes o empatas se te viene todo en contra, si ganas es todo sonrisas, todo es alegría, eres el mejor, pero nosotros no jugamos para darle gusto a la gente, al contrario, es para darnos gusto a nosotros como grupo y después ya viene como consecuencia la gente"

### Participación con Selección
| Competición                     | Categoría | Sede           | Resultado        |
| ------------------------------- | --------- | -------------- | ---------------- |
| Copa de Oro de la Concacaf 2015 | Absoluta  | Estados Unidos | Campeón          |
| Copa América 2015               | Absoluta  | Chile          | Primera Fase     |
| Copa América Centenario         | Absoluta  | Estados Unidos | Cuartos de final |
| Copa de Oro de la Concacaf 2017 | Absoluta  | Estados Unidos | Semifinales      |

## Estadísticas

### Clubes
| Club                     | Div.          | Temporada     | Liga  | Liga  | Copas nacionales(1) | Copas nacionales(1) | Copas internacionales(2) | Copas internacionales(2) | Otros(3) | Otros(3) | Total | Total |
| Club                     | Div.          | Temporada     | Part. | Goles | Part.               | Goles               | Part.                    | Goles                    | Part.    | Goles    | Part. | Goles |
| ------------------------ | ------------- | ------------- | ----- | ----- | ------------------- | ------------------- | ------------------------ | ------------------------ | -------- | -------- | ----- | ----- |
| Tigres UANL · México     | 1.ª           | 2011-12       | 16    | 1     | —                   | —                   | —                        | —                        | —        | —        | 16    | 1     |
| Tigres UANL · México     | 1.ª           | 2012-13       | 32    | 0     | —                   | —                   | 7                        | 0                        | —        | —        | 39    | 0     |
| Tigres UANL · México     | 1.ª           | 2013-14       | 34    | 2     | 11                  | 0                   | —                        | —                        | —        | —        | 45    | 2     |
| Tigres UANL · México     | 1.ª           | 2014-15       | 37    | 3     | 5                   | 1                   | 6                        | 1                        | —        | —        | 48    | 5     |
| Tigres UANL · México     | 1.ª           | 2015-16       | 35    | 3     | —                   | —                   | 6                        | 0                        | 1        | 0        | 42    | 3     |
| Tigres UANL · México     | 1.ª           | 2016-17       | 44    | 6     | —                   | —                   | 8                        | 0                        | —        | —        | 52    | 6     |
| Tigres UANL · México     | 1.ª           | 2017-18       | 40    | 1     | —                   | —                   | 3                        | 0                        | 2        | 0        | 45    | 1     |
| Tigres UANL · México     | 1.ª           | 2018-19       | 38    | 1     | 3                   | 0                   | 8                        | 0                        | 1        | 0        | 50    | 1     |
| Tigres UANL · México     | 1.ª           | 2019-20       | 27    | 1     | —                   | —                   | 6                        | 0                        | 3        | 0        | 36    | 1     |
| Tigres UANL · México     | 1.ª           | 2020-21       | 27    | 1     | —                   | —                   | —                        | —                        | 1        | 0        | 34    | 1     |
| Tigres UANL · México     | 1.ª           | 2021-22       | 30    | 1     | —                   | —                   | —                        | —                        | —        | —        | 30    | 1     |
| Tigres UANL · México     | Total club    | Total club    | 366   | 20    | 19                  | 1                   | 44                       | 1                        | 8        | 0        | 437   | 22    |
| FC Juárez · México       | 1.ª           | 2022-23       | 30    | 3     | —                   | —                   | —                        | —                        | —        | —        | 30    | 3     |
| FC Juárez · México       | Total club    | Total club    | 30    | 3     | 0                   | 0                   | 0                        | 0                        | 0        | 0        | 30    | 3     |
| C. F. Cruz Azul · México | 1.ª           | 2022-23       | 6     | 0     | —                   | —                   | 3                        | 0                        | —        | —        | 9     | 0     |
| C. F. Cruz Azul · México | Total club    | Total club    | 6     | 0     | 0                   | 0                   | 0                        | 0                        | 0        | 0        | 9     | 0     |
| Total carrera            | Total carrera | Total carrera | 402   | 23    | 19                  | 1                   | 44                       | 1                        | 8        | 0        | 473   | 25    |

## Palmarés

### Títulos nacionales
| Título               | Club        | País   | Año  |
| -------------------- | ----------- | ------ | ---- |
| Liga MX              | Tigres UANL | México | 2011 |
| Copa MX              | Tigres UANL | México | 2014 |
| Liga MX              | Tigres UANL | México | 2015 |
| Campeón de Campeones | Tigres UANL | México | 2016 |
| Liga MX              | Tigres UANL | México | 2016 |
| Campeón de Campeones | Tigres UANL | México | 2017 |
| Liga MX              | Tigres UANL | México | 2017 |
| Campeón de Campeones | Tigres UANL | México | 2018 |
| Liga MX              | Tigres UANL | México | 2019 |

### Títulos internacionales
| Título                           | Club        | Sede                    | Año  |
| -------------------------------- | ----------- | ----------------------- | ---- |
| Copa Oro de la Concacaf          | México      | Estados Unidos · Canadá | 2015 |
| Copa Concacaf                    | México      | Estados Unidos          | 2015 |
| Liga de Campeones de la Concacaf | Tigres UANL | Orlando                 | 2020 |

### Distinciones individuales
| Distinción                                        | Año  |
| ------------------------------------------------- | ---- |
| Once Ideal de la Liga MX                          | 2016 |
| Once Ideal de la Liga MX                          | 2017 |
| Once Ideal de la Liga de Campeones de la Concacaf | 2019 |